# Cameoszerep
A kámeaszerep, cameoszerep vagy kámeamegjelenés (angolul cameo a. m. kis szerep, drágakőrelief, kámea) olyan rövid karakterszerepet jelent színdarabokban, filmekben vagy televíziós sorozatok epizódjaiban, melyet ismert színész vagy más ismert személyiség alakít. A szerep jellemzője, hogy a híres vendégszereplő által alakított karakter éppen csak feltűnik a műben, néha önmagát alakítja, sok esetben még szövege sincs, vagy az csupán egy-két szóból áll. A kámeaszerep további jellemzője lehet, hogy valamilyen utalást tartalmaz, vagy kapcsolatot hoz létre a jelenlegi mű és a korábbi alkotás között (amiben a híres szereplő annak idején megjelent).
A megjelenés többnyire ironikus hatást kelt, mivel csupán a kámeaszereplő ismertségét használja ki, és helyezi új környezetbe.

## Rendezők
Néhány rendező előszeretettel tűnik fel saját filmjeiben kámeaszerepben. Alfred Hitchcock az elsők között volt, aki sok filmjében feltűnt (néha csak mint valakinek az árnyéka). Kedvelte azt is, ha negatív figurákat alakíthatott. M. Night Shyamalan szintén számos filmjében bukkan fel. A falu című filmjének végén a sheriff irodájában egy üveg-tükröződésen tűnik fel. A sebezhetetlen című filmben Bruce Willis megmotozza őt a stadionnál. A Hatodik érzékben mint orvos jelenik meg. Bódy Gábor a Psyché című filmjében egy mondat erejéig jelenik meg. Várkonyi Zoltán is gyakran szerepelt kisebb, általában negatív szerepben saját filmjeiben (pl. mint Haynau A kőszívű ember fiai-ban). A Gyűrűk Ura rendezője, Peter Jackson is gyakran tűnik fel saját filmjeiben, így pl. a Hullajó! c. horror-paródiában (amelynek forgatókönyvírója volt), vagy az összes Gyűrűk Ura- és Hobbit-filmben (a Király visszatér c. Gyűrűk Ura-film bővített kiadásában például egy kalózt alakít egy hajón, akit az Orlando Bloom által játszott Legolas lenyilaz).
A képregényipar legendája, Stan Lee felbukkanása a Marvel Comics képregényeit adaptáló filmekben nem ritka jelenség. Az X-Men: Az ellenállás vége című filmben az első jelenetben tűnnek fel Chris Claremonttal együtt mint Jean Grey szomszédai. A Pókember 3-ban Peter Parker mellett áll a Times Square-en. A Fantasztikus Négyesben pedig egy postást alakít.

## Színészek
- A Starsky és Hutch-sorozat 2004-es mozifilm-remake változatában Owen Wilson és Ben Stiller főszereplők mellett kámeaszerepben feltűnik a két eredeti színész: Paul Michael Glaser és David Soul is.
- Bob Dylan Subterranean Homesick Blues című számának Londonban forgatott klipjében Allen Ginsberg amerikai költő jelenik meg. Ugyanő, saját magát alakítva, a Kopaszkutya c. magyar film elején is megjelenik.
- A Magyar vándor című film egyes jeleneteiben kifejezetten a kámeamegjelenés a humor forrása, pl. amikor a karavánszerájban a turbános vendégek a gyakori török személyneveket sorolják, és végül Bárdy György mondja be a Jumurdzsákot. Ehhez hasonlóan a korábbi szerepére utalva tűnik fel Helyey László Mátyás királyként, vagy Zenthe Ferenc mint a Tenkes kapitánya. Ismert foglalkozásuk okán kelt derültséget, hogy Fekete László játssza Toldi szerepét, a reneszánsz énekest pedig Korda György.
- A szupercsapat (The A-Team) című sorozat intrójában a szépfiút megformáló Dirk Benedict zavartan néz egy előtte elsétáló cylonra. A vicces kámeával a színész korábbi szerepére utaltak a Battlestar Galactica című, 1978-as sorozatban. A 2010-es A szupercsapat mozifilmben is feltűnik a színész.
- Quentin Tarantino legtöbb filmjében (de másokéban is) feltűnik kisebb-nagyobb szerepekben. Ő a Kutyaszorítóban Mr. Barnája (a film expozíciójában elhangzott emlékezetes monológja nyilvánvalóvá teszi, hogy a szereplőt szinte csak azért írta bele a filmbe, hogy elmondhassa véleményét Madonna Like a Virgin című daláról). A Ponyvaregényben ő alakítja Jimmi Dimmicket, akihez Vincent és Jules érkezik (meg egy fej nélküli hulla). A Jackie Brownban kizárólag a hangját kölcsönözte egy rádióbeszélgetéshez, a Halálbiztosban a halál laza csapos bőrében tűnik fel – itt tulajdonképpen önmagát alakítja: ízlése szerinti piát mér ki, miközben ráérősen fixírozza a női lábfejeket. A Becstelen brigantyk című opusában az egyik megskalpolt náci hullában ismerhetünk rá személyére.
- Marcel Marceau pantomimes megszólal a Bombasiker c. amerikai némafilm-paródiában.
- François Truffaut Amerikai éjszaka c. filmjének magyar szinkronhangjai magyar filmesek (többek között Sándor Pál) voltak. Az ötlet és a szinkronrendezés Vajda István érdeme.
- Robert Patrick rendőrruhában kisétál egy rendőrőrsről Az utolsó akcióhős című filmben.